# Ficus subandina
Ficus subandina  es una especie de planta con flor de la familia de las Moraceae.
Es endémica de Bolivia, Perú, Ecuador, Colombia, Panamá.

## Taxonomía
Ficus subandina fue descrita por Armando Dugand y publicado en Caldasia 1(4): 66. 1942.
Etimología
Ficus: nombre genérico que se deriva del nombre dado en latín al higo.
subandina: epíteto geográfico que alude a su localización en la parte baja de los Andes.
Sinonimia
- Ficus caucana Dugand
- Ficus ruiziana Standl.[3]